# 1758 en droit
Cet article présente les faits marquants de l'année 1758 en droit.

## Événements
- Traité de Koldja, qui ouvre le Xinjiang au commerce russe, premier en date des traités inégaux imposés par la Russie à la Chine[1].

- 27 février, Russie : arrestation de Bestoujev-Rioumine, adversaire de l’alliance avec la France. Vorontsov lui succède aux affaires étrangères[2].

- 12 mai, Portugal : Carvalho e Melo impose par décret des expropriations pour soumettre les intérêts particuliers « à l’utilité publique de la régularité et de la beauté de la capitale »[3]. La reconstruction de Lisbonne selon un plan rectiligne et de tendance néoclassique est l’une des plus grandes réalisations architecturales du siècle.

- 2 octobre : inauguration à Halifax de la première Assemblée législative de Nouvelle-Écosse, élue à côté du gouverneur et du Conseil[4].

- 12 décembre : procès des Távora. À la suite d’une tentative d'assassinat sur Joseph Ier de Portugal, plusieurs nobles, autour de la famille des Távora, sont accusés de haute trahison et cruellement châtiés le 13 janvier 1759[5]. La noblesse, en état de choc, renonce à manifester publiquement son opposition aux réformes. Pombal en profite pour expulser les jésuites compromis avec les milieux nobiliaires de l’opposition.

## Naissances
- 8 février : François-Louis Pieraggi, juriste corse, avocat, juge royal du District de Vico, mort le 4 juin 1827.